# Monhystera
Monhystera is een geslacht van rondwormen uit de familie Monhysteridae. De wetenschappelijke naam van het geslacht is voor het eerst geldig gepubliceerd door Henry Charlton Bastian in 1865.